# Església de la Trinitat (Tarragona)
L'Església de la Trinitat és una església barroca de Tarragona protegida com a Bé Cultural d'Interès Local.

## Descripció
L'església té una nau principal i dues laterals -una a cada costat de la central-. A la plaça del Rei hi la porta principal d'entrada, que té al damunt una rosassa circular. Coberta de doble vessant o a dues aigües.
Cal destacar-ne una formosa tela del Sagrat Cor que es troba en un altar.

## Història
Església conventual aixecada pels Pares Agustins el 1646 i reconstruïda el 1814 pels pares Trinitaris. Al segle xiii hi havia al mateix lloc una altra església, anomenada "de Tots els Sants" (1214).
El segle xiv es deia "de Santa Anna" i el 1592 s'hi va fundar un convent de l'orde de Sant Agustí.
Reedificada el segle xviii es va destinar el 1870 a jutjat de partit.

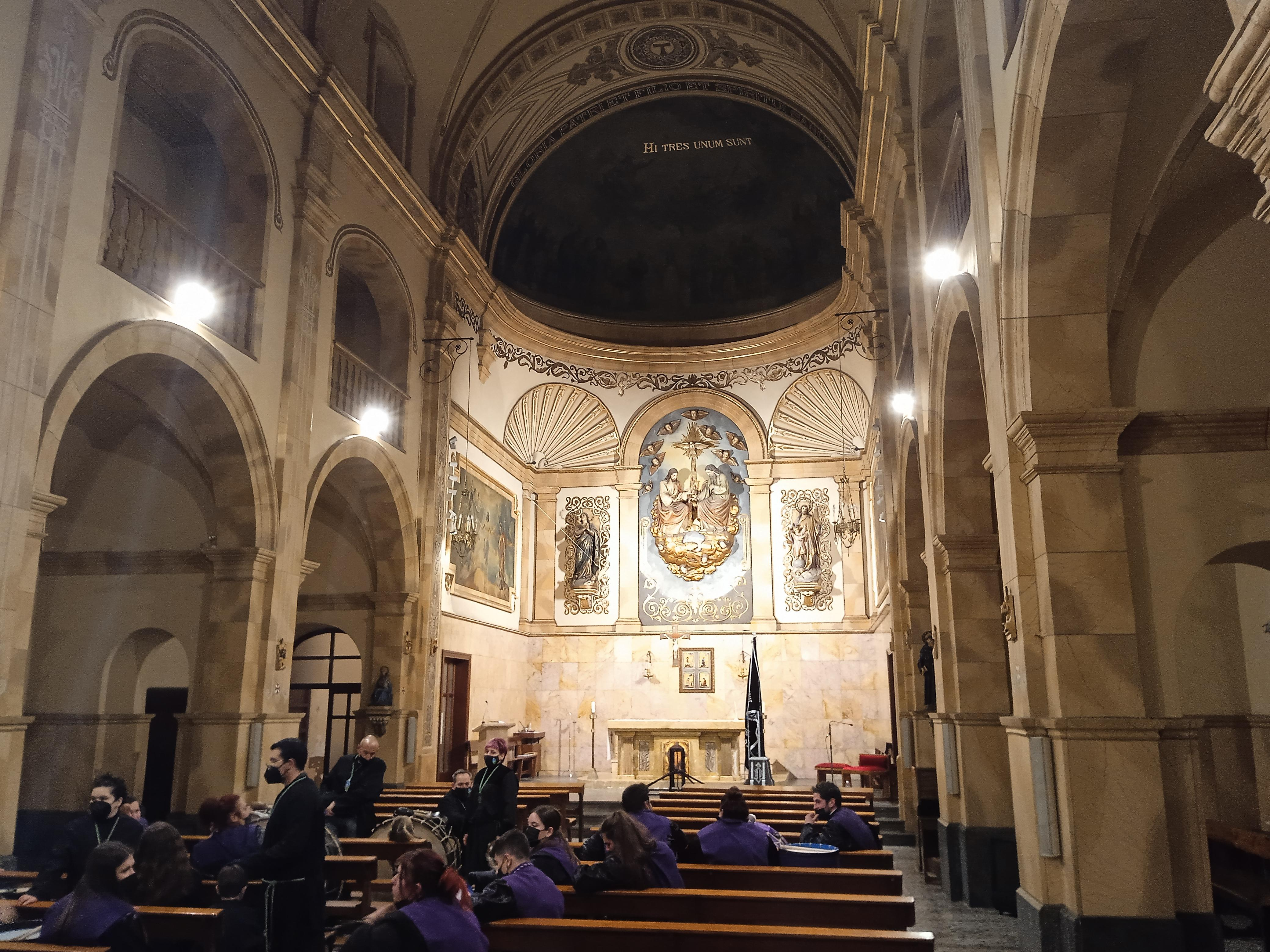
Vista interior